# Ternengo
Ternengo (piemontiul: Ternengh) település Olaszországban, Piemont régióban, Biella megyében. Lakosainak száma 256 fő (2023. január 1.). Ternengo Bioglio, Pettinengo, Piatto, Ronco Biellese és Valdengo községekkel határos.

## Népesség
A település lakossága az elmúlt években az alábbi módon változott:
| Lakosok száma | 286  | 280  | 256  |
|               | 2017 | 2018 | 2023 |